# Шамийи, Ноэль Бутон
Ноэль Бутон (фр. Noël Bouton; 6 апреля 1636, Шамийи — 8 января 1715, Париж), сеньор де Сен-Леже и Деневи, называемый маркизом де Шамийи — французский военачальник, маршал Франции.

## Биография
Шестой сын Никола Бутона, графа де Шамийи, лейтенанта принца Конде, и Мари де Сире, дочери советника Дижонского парламента.
В 1656 году отправился волонтёром на осаду Валансьена в войска маршала Лаферте и во время атаки французского осадного лагеря 16 июля попал в плен к испанцам вместе с этим военачальником. 8 февраля 1658 стал капитаном кавалерийского полка кардинала Мазарини, которым командовал граф де Ла-Фёйяд. Служил с этим полком в Нидерландах, участвовал в битве на дюнах 14 июня, взятии Дюнкерка 25-го, Берг-Сен-Винока 2 июля, Фюрна 3-го, Ауденарде 9 сентября и Ипра 26-го. 8 мая 1659 было заключено перемирие, а 7 ноября Пиренейский мир. Рота Шамийи была расформирована 18 апреля 1661.
В 1663 году Шамийи отправился в Португалию, где 30 апреля 1664 стал капитаном в кавалерийском полку Брикемо. Под началом Шомберга служил при взятии Валенсия-де-Алькантары. 7 июля участвовал в победе над испанцами при Каштелу-Родригу. 17 июня 1665 сражался в битве при Вила-Висозе, после которой маркиз де Карасена отступил к Бадахосу. 7 декабря набрал кавалерийский полк, в котором стал кампмейстером и капитаном первой роты из восьмидесяти человек. В 1666 году был при взятии Бенсеша, Гуардии, Алькерика, Пайяможа и Сан-Лукара, а в 1667-м Форсиры. Вернулся во Францию после подписания мира 12 февраля 1668.
В 1669 году отправился вместе с герцогом де Ла-Фёйядом на оборону Кандии, где сумел отличиться и был опасно ранен. Людовик XIV 8 июля того же года дал Шамийи Бургундский полк, вакантный по смерти графа де Руссийона. Кёльнский курфюрст патентом, выданным в Бонне 23 ноября 1671, назначил Ноэля Бутона полковником своего формировавшегося лейб-гвардейского полка Сен-Леже, который приказом от 6 марта 1672 был включён в состав Бургундского полка.
В кампанию 1672 года Бутон служил в отдельном корпусе своего брата графа де Шамийи и участвовал в осадах Бюрика, взятого 3 июня, Везеля, сдавшегося 4-го, Гролла, капитулировавшего 9-го. Епископ Мюнстерский 10 июня назначил его бригадиром своей армии, после чего Ноэль 21-го участвовал во взятии Девентера, а затем Зволле, где стал губернатором, и Нойса. В 1673 году продолжил службу в Голландии и 29 ноября был произведён в бригадиры пехоты.
Назначенный 26 марта 1674 губернатором и командующим в Граве, в течение девяноста трех дней оборонял крепость от войск принца Оранского, нанеся противнику большие потери частыми вылазками. Хотя гарнизон дошёл до того, что был вынужден есть лошадей, маркиз был в состоянии продержаться зиму, но, поскольку крепость неизбежно пала бы от нехватки припасов, король приказал Шамийи капитулировать. Тот подчинился только после вторичного приказа и принц Оранский 26 октября принял почётную капитуляцию гарнизона. В награду за проявленную доблесть Людовик 19 ноября произвёл маркиза в кампмаршалы.
Патентом от 9 декабря маркиз набрал кавалерийский полк, вольную роту пехоты и такую же роту драгун. 18 декабря был назначен губернатором Ауденарде, в котором провел следующий год. В 1676-м принял участие в осаде Конде, но тем временем неприятель создал угрозу Ауденарде и Шамийи пришлось спешно туда вернуться, чтобы приготовиться к обороне. 27 октября его кавалерийский полк был расформирован, а сам он оставался в Ауденарде и в течение кампании 1677 года.
В 1678 году воевал в частях Фландрской армии, был ранен выстрелом из пушки при осаде Гента, который король взял 9 марта, и получил ранение в голову 8при осаде Ипра, сдавшегося 25-го. 28 июня был произведен в генерал-лейтенанты армий короля. По условиям Нимвегенского мира Ауденарде был возвращён испанцам и король 26 февраля 1679 дал маркизу взамен должность губернатора Фрайбурга.
После аннексии Страсбурга Шамийи 23 октября 1681 стал губернатором этого города и получил главное командование в Нижнем Эльзасе, к которому 27 декабря было добавлено командование во всем Эльзасе в отсутствие его губернатора.
В ходе войны Аугсбургской лиги с 1691 года служил в Германской армии, стоявшей в ту кампанию в обороне, 17 сентября 1692 в составе войск той же армии участвовал в бою при Пфорцхайме. Патентом от 28 октября набрал вольную пехотную роту из ста человек для усиления страсбургского гарнизона.
В 1693 году руководил атакой Гейдельберга. Осаждённые при свете дня решили покинуть окружённое батареями предместье, маркиз выдвинулся, чтобы его занять, приказал открыть ворота, а затем преследовал защитников до городских ворот. Осажденные поспешили их затворить, оставив снаружи пять сотен человек, не успевших войти в крепость. Этих людей частью перебили, частью взяли в плен. В суматохе отступления гейдельбержцы не успели поднять мост, чем воспользовался Шамийи, приказавший солдатам своего батальона разбить топорами ворота. 21 мая город был взят. Всех, у кого нашли оружие, предали смерти; цитадель пала 23-го.
18 мая 1694 Шамийи переправился через Неккар с четырьмя тысячами человек и семью орудиями, форсировал вражеские береговые укрепления и овладел Ланденбургом и ещё двумя небольшими фортами по течению реки до её впадения в Рейн. В 1695 году армия снова бездействовала, в 1696-м маркиз восстановил все редуты вдоль Рейна и овладел всеми неприятельскими постами на его берегу.
12 июля 1697 во главе трёх тысяч конных и двенадцати сотен гренадер прикрывал фуражировку у Штейнбаха, в лье выше Бадена. Генерал Вобонн атаковал маркиза на обратном пути, но Шантийи убил сто пятьдесят его людей и взял в плен восемьдесят.
15 февраля 1701 был назначен командовать в Пуату, Сентонже и Они под началом маршала Эстре, затем 17-го был назначен на место Эстре в Пуату, 21-го в Они и 1 июля в Сентонже и Ангумуа. 14 января 1703 в Версале был назначен маршалом Франции. С 21 февраля того года до заключения мира был главнокомандующим в Они, Пуату, Сентонже и Ангумуа. 4 декабря 1704 принёс присягу в качестве маршала. 2 февраля 1705 был пожалован в рыцари орденов короля.
Жена (контракт 9.03.1679): Элизабет дю Буше (1656—18.11.1723), единственная дочь Жан-Жака дю Буше, сеньора Вильфикса, Ле-Турнеля, Лез-Арше и Бурнонвиля, и Мадлен д'Эльбен. Брак бездетный
По словам герцога де Сен-Симона, Шамийи:

…впервые отличился и был замечен, служа под началом своего брата, каковой был старше него на шесть лет. Он достойно служил в Португалии и на Кандии. Глядя на него и слушая его, кто мог бы поверить, что он внушил ту безмерную любовь, коей исполнены знаменитые «Письма португальской монахини», и что его перу принадлежат включенные в книгу ответные письма этой монахине? Командуя различными частями во время Голландской войны, он более всего отличился как комендант Граве — крепости, оборона которой длилась четыре месяца и стоила шестнадцати тысяч солдат принцу Оранскому, чьих похвал он удостоился и коему сдался, лишь подчинившись неоднократным приказам Короля и на самых почетных условиях. Благодаря этой знаменитой осаде Шамийи был повышен в звании, получил различные губернаторства и продолжал служить, несмотря на унаследованную от брата ненависть к нему Лувуа, который, однако, не смог помешать Королю, после того как Шамийи овладел Страсбургом, сделать его весной 1685 года губернатором этого города; однако министр отомстил ему, направив туда главнокомандующего армией в Эльзасе, неприязнь к которому неизменно гнала Шамийи из Страсбурга. По той же причине его не оказалось в числе множества военных, награждённых Орденом Святого Духа в конце 1688 года, и Барбезьё не проявил к нему большей благосклонности, чем его отец. (…)Высокого роста, толстый, храбрейший и порядочнейший человек на свете, он был настолько тугодумен и неповоротлив, что трудно было предположить в нем военные таланты. Годы и скорби превратили его в почти слабоумного.— Сен-Симон. Мемуары. 1701—1707. Кн. I. — М., 2016. — С. 325—326
Из служебных затруднений Шамийи вызволило то обстоятельство, что его супруга была подругой жены преемника Барбезьё Мишеля Шамийяра. Обладавшая «всеми возможными  
достоинствами»,

С юных лет она была неизменно добродетельна и благочестива, но не выставляла этого напоказ; она была и умна, причем умом обаятельнейшим, словно нарочно созданным для света. Ее отличали особая манера держать себя, легкость и непринужденность, никогда, однако, не выходящая за рамки благопристойности, а также скромность, учтивость, рассудительность и при этом немало здравого смысла, бесконечная веселость, благородство и даже блеск; так что, будучи постоянно занятой благочестивыми делами, она, казалось, интересовалась лишь светской жизнью и тем, что имеет к ней касательство. Ее умение вести разговор и манеры заставляли забывать об исключительном ее безобразии. С мужем ее всю жизнь связывали самые тесные и дружеские узы.— Сен-Симон. Мемуары. 1701—1707. Кн. I. — М., 2016. — С. 326
Занимавшаяся всеми делами мужа, вплоть до выполнения его служебных обязанностей, Элизабет дю Буше добилась для него через Шамийяра командования в Ла-Рошели и соседних провинциях после отъезда маршала Эстре в Бретань, и она же обеспечила ему маршальский жезл, «что было не слишком трудно, ибо Король всегда питал к Шамийи дружеские чувства и уважение. Это столь запоздалое производство в маршалы встретило всеобщее одобрение».
Утверждение о том, что Шамийи был адресатом изданных в 1669 году в Париже графом де Гийерагом от имени неизвестной монахини «Португальских писем» впервые появилось в том же году на страницах кёльнского контрафактного издания и до настоящего времени не было ни подтверждено, ни опровергнуто, тем более, что сам маркиз, насколько известно, никак это сообщение не комментировал.